# 朱允緻
朱允緻（越南语：／，1779年—1850年），字遠夫（越南语：／），號謝軒（越南语：／），越南阮朝隱士。

## 生平
朱允緻是北寧省慈山府東岸縣育秀總育秀社（今屬河內市東英縣育秀社）人，後黎朝景興四十年（1779年）出生，父親朱允勱是景興三十九年進士。朱允緻少年喪父，拜入范貴適門下學習。他無心科舉，專心學習詩詞古文。曾率領自己的弟子開闢田園，自耕自食，素來為鄉里敬重。紹治初，紹治帝下令搜求遺賢，朱允緻被地方官上報給朝廷，朝廷征召他出仕為官。朱允緻以年老懇辭，紹治帝賞賜他羊酒，不再強征他出仕。嗣德三年（1850年），朱允緻在家去世，享年七十二歲。

## 作品
朱允緻著有《謝軒詩集》。